# پشت یک دیوار
پشت یک دیوار (لهستانی: Za ścianą) یک تله‌فیلم درام لهستانی به کارگردانی کشیشتف زانوسی است که در سال ۱۹۷۱ منتشر شد. از بازیگران این فیلم می‌توان به زبیگنیف زاپاشیه‌ویچ، مایا کوموروفسکا، یان کرچمار و ائوگنیا هرمان اشاره کرد.